# Economia de Jamaica

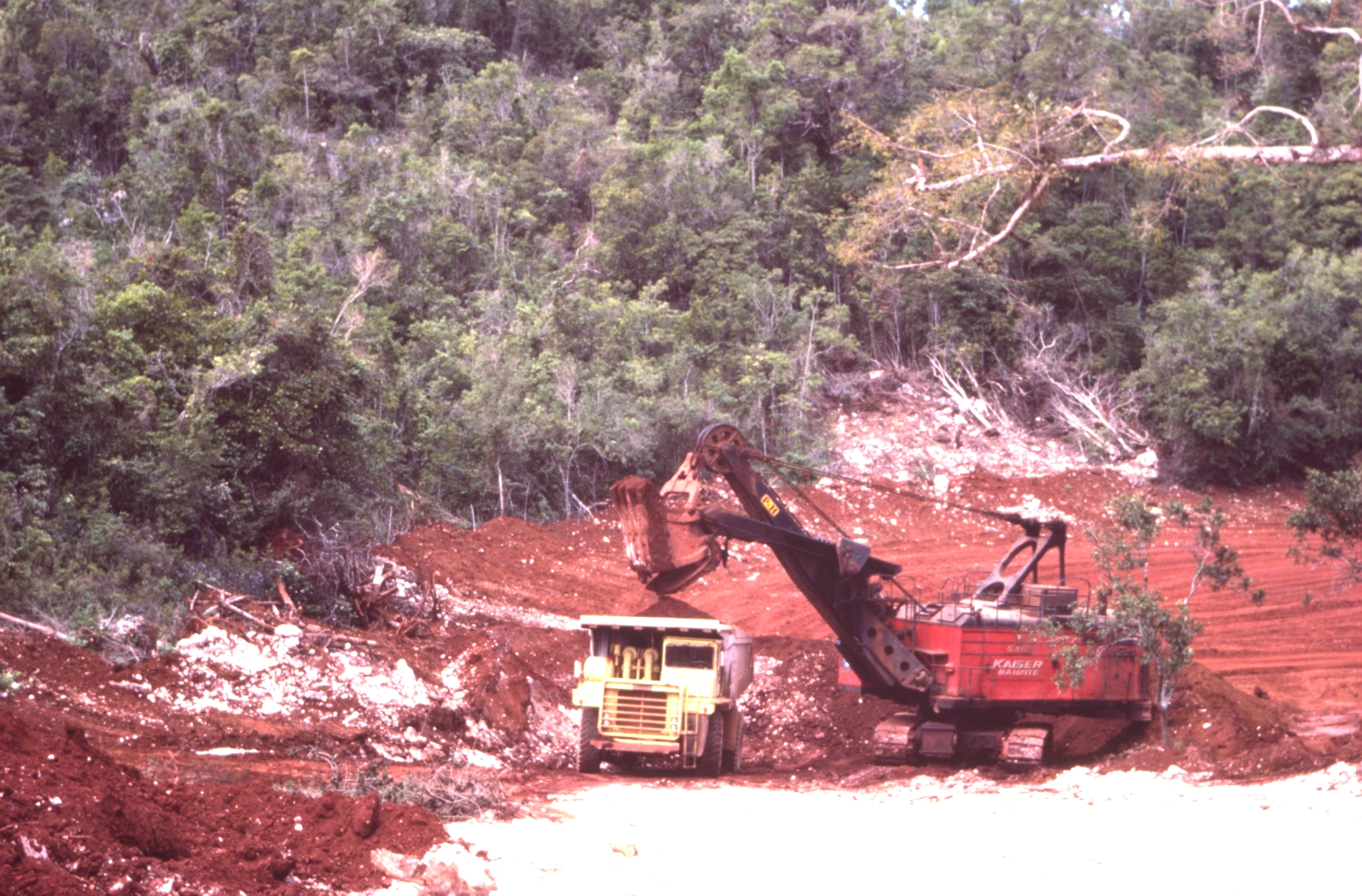
Extracció de bauxita.

L 'economia de Jamaica depèn molt dels serveis, que representen més del 70% del PIB. Lo país té recursos naturals, principalment bauxita, i un clima ideal conducive a agricultura i també turisme. La descoberta de bauxita en els anys 1940 i l'establiment subsegüent de la indústria de transformació de bauxita en alúmina va canviar l'economia de Jamaica de sucre i plàtans. Nels anys 1970, Jamaica hi havia emergit com a dirigent mundial dins exportació d'aquests minerals com inversió estrangera van augmentar.
Debilitat en el sector financer, especulació, i els nivells més baixos d'inversió erosionen confiança en el sector productiu. El govern continua els seus esforços per aixecar deute sobirà nou en local i mercats financers internacionals per tal de conèixer les seves obligacions de deute de dòlar dels EUA, a mop amunt liquiditat per mantenir el tipus de canvi i per ajudar finançar el dèficit de pressupost actual.